# Ineffable Mysteries from Shpongleland
Albums de Shpongle
Nothing Lasts...But Nothing Is Lost
(2005) Museum of Consciousness
(2013)
Ineffable Mysteries from Shpongleland est le quatrième album studio de Shpongle sorti le 2 novembre 2009. La liste des titres avait été révélée le 12 août précédent par le site internet de Twisted. Les chansons de cet album avaient été dévoilées lors des prestations live du groupe ainsi que sur le site internet de Twisted.

## Pistes
1. Electroplasm – 10:12
2. Shpongolese Spoken Here – 6:37
3. Nothing is Something Worth Doing – 6:24
4. Ineffable Mysteries – 10:26
5. I Am You – 11:36
6. Invisible Man in a Fluorescent Suit – 8:54
7. No Turn Un-Stoned – 8:02
8. Walking Backwards Through The Cosmic Mirror – 8:13

## Anecdotes
- Nothing Is Something Worth Doing a été composé à l'aide d'un Hang, un instrument créé en 2000 et ayant des sonorités proches du calypso.
- Ineffable Mysteries puise son inspiration dans les prières hindous [2], Om Sri Maha Ganapataye Namah est le mantra du dieu à tête d'éléphant.

## Crédits
- Raja Ram: Flûte, flûte alto, chants, producteur
- Simon Posford: Programmation, guitare électrique, guitare acoustique, basse, sitar, synthétiseur, tambour, chants, producteur
- Michele Adamson: Chants
- Hari Om: Chants
- Henry Escott: violoncelle
- Pete Callard: guitare acoustique
- Manu Delago: Hang
- Andy Gangadeen: Tambouraud
- Kevin Metcalfe: Mastering
- Stormstudios: Design graphique